# Sexomorphoses
Sexomorphoses est un roman de science-fiction écrit par l'auteur français Ayerdhal édité en 1994 par J'ai lu. Il prend place dans le même univers (qui est une adaptation de celui de Dune) que celui décrit dans le roman L'Histrion dont il est la suite.

## Résumé
Aimlin(e) se met en quête de son identité, fuyant son destin. Sa quête l'emmènera d'un bout à l'autre de la galaxie pendant que l'Empereur cherche à assurer son emprise sur tout le Daym. Pendant ce temps, l'ordinateur monde, Génésis, observe la réalisation du rêve qu'il a fait pour l'humanité.